# Friedrich Daniel von Recklinghausen
Pour les articles homonymes, voir Recklinghausen.
Friedrich Daniel von Recklinghausen est un médecin allemand, né le 2 décembre 1833 à Gütersloh (province de Westphalie), et mort le 26 août 1910 à Strasbourg. Spécialisé en anatomopathologie, il est connu pour sa description de la maladie de Recklinghausen (neurofibromatose de type I), une maladie génétique à transmission autosomique dominante. Il a exercé en tant que médecin à Wurtzbourg et Strasbourg.

## Biographie
Friedrich Daniel von Recklinghausen était le fils de Friedrich Christophe von Recklinghausen (1805-1849), instituteur de religion luthérienne et sacristain et de Friederike Charlotte Zumwinkel. Son père descendait d'une ancienne famille de médecins, dont plusieurs membres ont été maires ou conseillers municipaux de Rheda (Westphalie). Sa mère mourut peu après sa naissance.
Friedrich Daniel von Recklinghausen fréquenta d'abord à Gütersloh l'école primaire où enseignait son père, puis au lycée de la ville de Bielefeld (de) où il passa son abitur en 1852. Il étudie ensuite la médecine (1852-1855) aux universités de Bonn, Wurtzbourg et Berlin et soutient sa thèse de doctorat, écrite en latin, à Berlin, à l'âge de 22 ans, sous l'intitulé De Pyaemlas theoriis (Les Théories de la pyohémie), la pyohémie étant un empoisonnement du sang. Il étudie durant trois semestres supplémentaires, avec le professeur Rudolph Virchow à Berlin. À Bonn, il rejoint la Burschenschaft Alemannia Bonn.
Il réalise ensuite un voyage d'étude en Europe, notamment à Vienne, où il rencontre Karel Rokitansky, et à Rome et Paris. À son retour, en 1858, il est nommé assistant à l’Institut d’anatomie pathologique de Berlin jusqu'en 1864.
En 1865, il est nommé professeur titulaire d'anatomie pathologique à l'Université de Königsberg, où il prononce un discours inaugural intitulé De corporibus liberis articulorum et il fait connaissance de sa future épouse, Marie Jacobson (1846-1918), fille d'un médecin prussien d'origine juive de Braunsberg. Puis il devient professeur titulaire de la chaire d’anatomie pathologique de l'université de Wurtzbourg (1866-1872), où il approfondit ses recherches sur la pyohémie. Le 20 avril 1872 il est nommé à l'université de Strasbourg qui venait d'être refondée par les autorités allemandes, du fait de l'annexion de l'Alsace après la guerre franco-prussienne de 1870, sous l’appellation de Kaiser-Wilhelm-Universität. Il est titulaire de la chaire d’anatomie pathologique et directeur de l’institut de pathologie, recteur de la clinique universitaire de pathologie, en 1877 et à deux autres reprises par la suite, et correspondant (Korrespondierendes Mitglied) de l'Académie royale des sciences de Prusse. Il est également élu à trois reprises doyen de l'université, dont la première fois en 1883. Il prend sa retraite en 1906. Il meurt à Strasbourg en 1910 et est enterré au cimetière Saint-Louis de la Robertsau, auprès de sa femme Marie décédée à son tour en 1918.

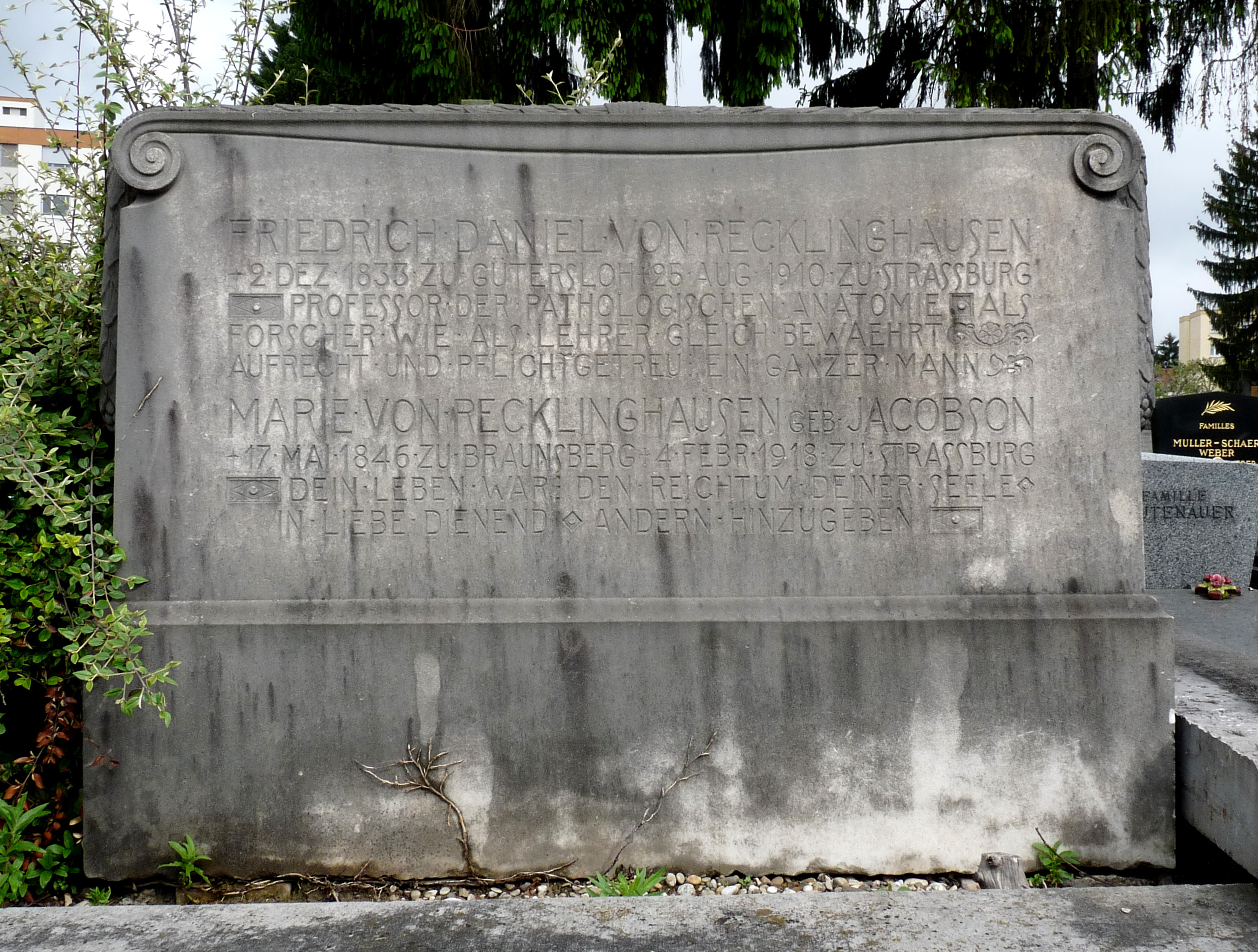
Tombe au cimetière Saint-Louis de Strasbourg (Robertsau)

Son fils Heinrich Jacob von Recklinghausen (de) (1867-1942), est un médecin allemand, ancien élève du gymnase protestant de Strasbourg. Sa fille Elisabeth von Recklinghausen épouse l'égyptologue et professeur d'université allemand Wilhelm Spiegelberg.
Un buste de marbre est érigé après sa mort, dans la cour de l'Institut d'anatomie de Strasbourg.

## Éponymie
- maladie de von Recklinghausen[3] : neurofibromatose de type 1.
- syndrome de Recklinghausen : acromégalie.
- maladie de von Recklinghausen-Appelbaum (ou syndrome de Troisier-Hanot-Chauffard) : hémochromatose.
- canaux de von Recklinghausen[4] : vaisseaux lymphatiques du tissu conjonctif.
- ostéite fibrokystique de von Recklinghausen (ou maladie osseuse de Engel-Recklinghausen) : manifestations osseuses (tuméfactions et déformations des tibias, des avant-bras, des mâchoires avec chute des dents) de l'hyperparathyroïdie primitive.
- tumeur de von Recklinghausen
- tonomètre de von Recklinghausen

## Œuvres et publications
- 1855 : De pyaemiae theoriis, thèse de doctorat sur la pyémie.

- 1862 : Die Lymphgefässe und Ihre Beziehung zum Bindegewebe, où il montra que le tissu conjonctif est drainé par les vaisseaux lymphatiques.

- 1863 : Über Eiter- und Bindegewebskörperchen, un article où il montra en étudiant le mésentère de grenouille que le tissu conjonctif contenait des cellules granulaires qui avaient des mouvements amiboïdes, plus tard nommées les mastocytes par Paul Ehrlich (1854-1915), qu'il classa correctement dans les leucocytes. Son nom restera attaché aux fins vaisseaux lymphatiques du tissu conjonctif ou canaux de Recklinghausen.

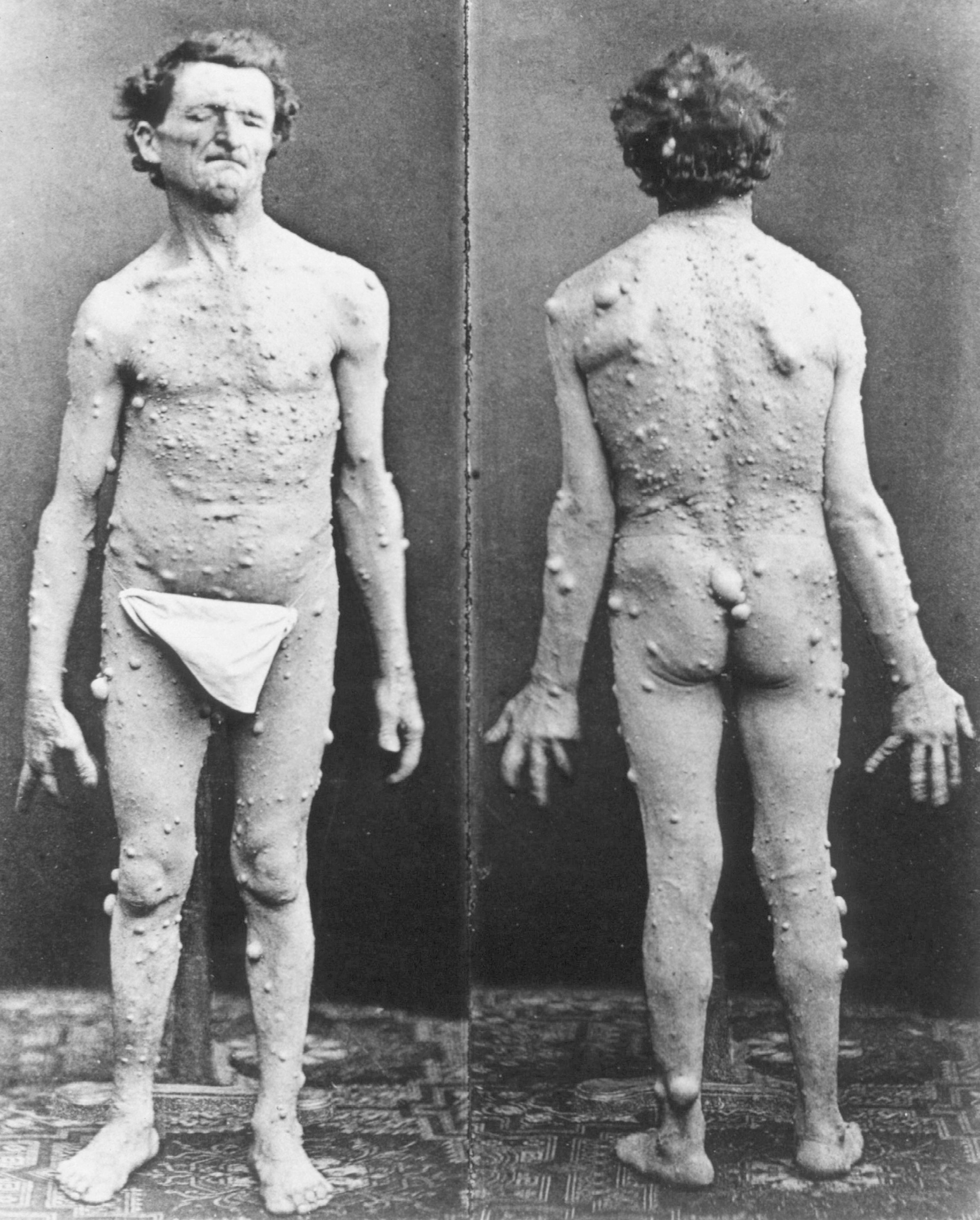
Photo d'un cas de neurofibromatose (1882)

- 1878 : Mikro-Photographien nach pathologisch-anatomischen Präparaten u.s.w.

- 1882 : Über die multiplen Fibrome der Haut und ihre Beziehung zu den multiplen Neuromen, où il publie la première description de la neurofibromatose générale, baptisée depuis maladie de Recklinghausen, à l’occasion du vingt-cinquième anniversaire de l’institut de Virchow à Berlin.

- 1883 : Handbuch der allgemeinen Pathologie des Kreislaufs und der Ernährung

- 1886 : Die fibröse und deformierende Ostitis, die Osteomalacie und die Untersuchungen über Spina bifida

- 1889 : Über Hämochromatose, où il décrit le premier de manière cohérente l’hémochromatose primitive idiopathique, ou maladie de von Recklinghausen-Appelbaum aussi connu sous le nom maladie de Troisier-Hanot-Chauffard. C'est le premier à utiliser le terme hémochromatose. Cette maladie a été initialement décrite par Armand Trousseau.

- 1889 : Hämochromatose

- 1890 : Über Akromegalie, il publie un travail remarqué sur l’acromégalie, anciennement dénommée syndrome de Recklinghausen. Dans cet ouvrage, il utilise le terme pachyonychie pour décrire la croissance anormale de l'épaisseur de l'ongle.

- 1890 : Demonstration von Knochnen mit tumor bildendor Ostitis deformans, où il donne la première description d’une maladie osseuse qu’il appelle ostéite déformante ou ostéite fibrokystique, nommée depuis maladie osseuse de Recklinghausen ou syndrome de Engel-Recklinghausen qui entre dans le cadre des lésions osseuses de l’hyperparathyroidisme primaire non encore individualisé d’un point de vue physiopathologique à l’époque.

- 1891 : Osteoplastische Carcinose in ihren gegenseitigen Beziehungen

Il a de plus établi la méthode de la coloration par l'argent pour prouver les jonctions intercellulaires et jeta les bases pour les travaux ultérieurs de Julius Friedrich Cohnheim (de) (1839-1884) qui était à l'époque un jeune assistant, sur la migration et l'inflammation des leucocytes.
Son nom est aussi associé à la tumeur de Recklinghausen, un adénoleiomyofibrome dans la trompe de Fallope ou la paroi postérieure de l'utérus.